# Vtáčkovce
Vtáčkovce – wieś (obec) na Słowacji położona w kraju koszyckim, w powiecie Koszyce-okolice. Pierwsze wzmianki o miejscowości pochodzą z roku 1427. 
Według danych z dnia 31 grudnia 2012, wieś zamieszkiwało 979 osób, w tym 489 kobiet i 490 mężczyzn.
W 2001 roku pod względem narodowości i przynależności etnicznej 48,96% mieszkańców stanowili Słowacy, a 50,76% Romowie.
Ze względu na wyznawaną religię struktura mieszkańców kształtowała się w 2001 roku następująco:
- Katolicy rzymscy – 89,46%
- Grekokatolicy – 1,94%
- Ewangelicy – 6,66%
- Nie podano – 1,39%